# Syrmoptera
Syrmoptera là một chi bướm ngày thuộc họ Lycaenidae.